# Музей Эдирне
Музей Эдирне (тур. Edirne Müzesi) — музей археологии и этнографии в Эдирне.

## Расположение
Музей находится в центре Эдирне на улице Кадирпашы Мектепа. Он находится рядом со знаменитой мечетью Селимие.

## История
Музей был основан в 1925 году в медресе мечети Селимие по указанию Ататюрка доктором Рифатом Османом, Арифом Дагдевиреном и Неджми Иге. Изначально он планировался как археологический музей, но в нём также содержатся много этнографических предметов. 25 ноября 1936 года (в 13-ю годовщину освобождения Эдирне после войны за независимость Турции) к музею было добавлено второе здание медресе. 13 июня 1971 года музей был перемещён в новое здание музея, которое было построено рядом со старым. Архитектором нового здания был Ихсан Кийгы (здание медресе было перепроектировано как музей исламского искусства).

## Раздел археологии
Первые экспозиции посвящены палеонтологии. Демонстрируются кости слона, носорога и лошади (в настоящее время слон и носорог вымерли в Турции). Среди археологических экспонатов есть некоторые останки эпохи халколита. Но большинство экспонатов относятся к эпохам эллинизма, Римской и Византийской империй. Особенно примечательны терракотовые фигурки Афродиты. Также есть погребальные стелы фракийцев.

## Раздел этнографии
В этом разделе в основном представлены предметы турецкого периода, включая ковры в комнатах невест и обрезания, шкафы и различную одежду. Есть специальные разделы для хаммама («турецкой бани») и гостиной типичного старого дома Эдирне.